# Almoradí
Almoradí község Spanyolországban, Alicante tartományban. Lakosainak száma 22 464 fő (2024).

## Fekvése

### Közeli települések
Almoradí Algorfa, Benejúzar, Catral, Daya Nueva, Orihuela, Rojales, Dolores, San Miguel de Salinas és Los Montesinos községekkel határos.

## Testvértelepülések
- Fumel
- Condezaygues
- Saint-Vite
- Montayral
- Monsempron-Libos

## Népesség
A település lakosságának változását az alábbi diagram mutatja:
| Lakosok száma | 13 995 | 15 450 | 17 494 | 19 147 | 19 371 | 19 992 | 20 138 | 20 803 | 21 404 | 22 464 |
|               | 2001   | 2004   | 2006   | 2009   | 2011   | 2014   | 2016   | 2019   | 2021   | 2024   |